# Stehlovice
Stehlovice (deutsch Stechlowitz, früher Stehlowitz) ist eine Gemeinde in Tschechien. Sie liegt sieben Kilometer südwestlich von Milevsko in Südböhmen und gehört zum Okres Písek.

## Geographie

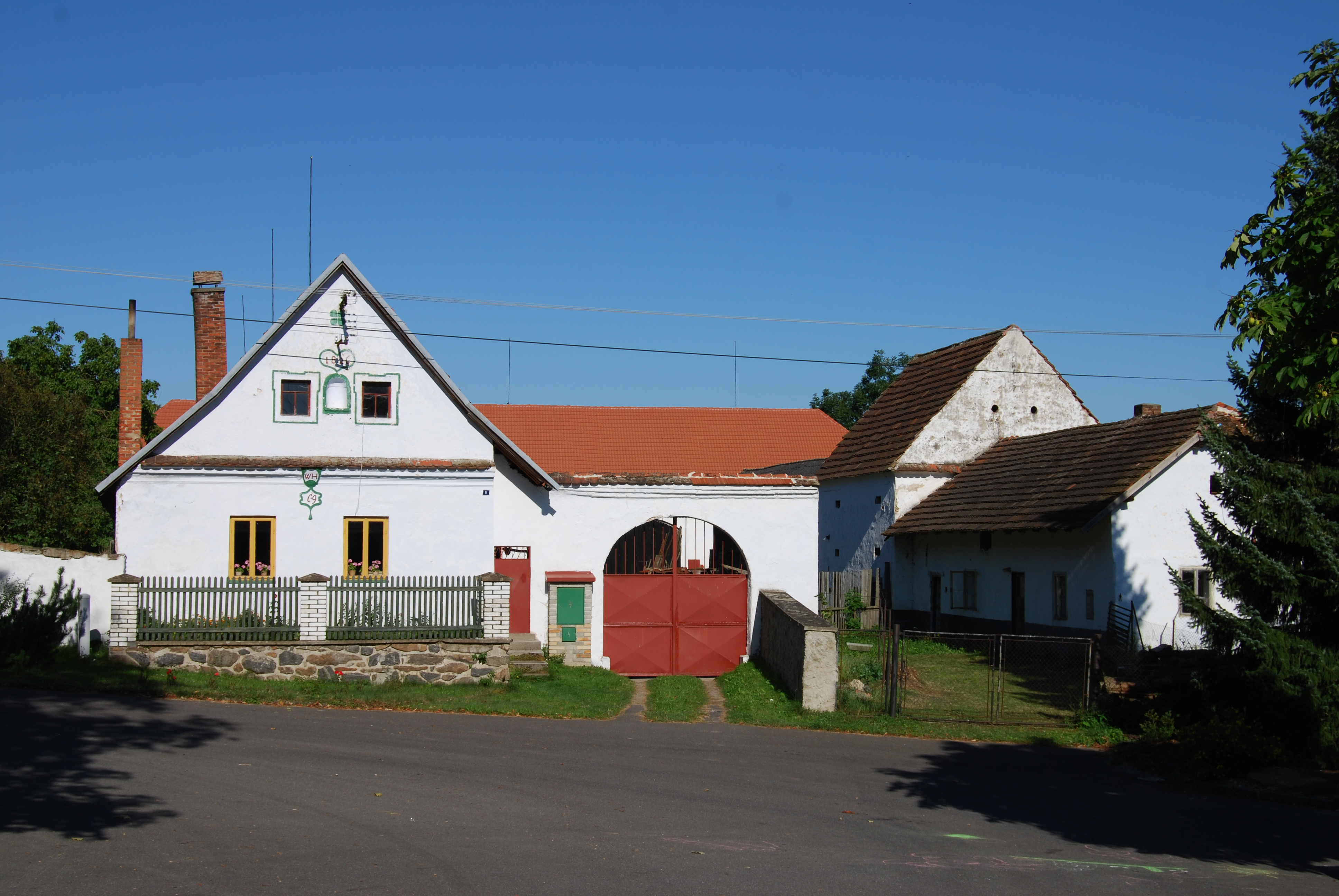
Gehöft

Stehlovice befindet sich im Tal des Baches Jetětický potok, im Süden der zum Mittelböhmischen Hügelland gehörigen Milevská pahorkatina. Gegen Nordosten liegt der Teich Velký Prachovský rybník. Nördlich erheben sich Jirouškův vrch (552 m) und die Obora (570 m), im Südosten der Šlahoun (514 m), südwestlich der Vejrov (502 m) sowie im Nordwesten die Mladšiny (535 m) und die Skalice. Durch Stehlovice verläuft die Bahnstrecke Tábor–Písek.
Nachbarorte sind Rukáveč und Tyrolský Dům im Norden, Branice, Ostrov, Laňka, Libeňák und Prachov im Nordosten, U Zárubů, Křižanov und Veselíčko im Osten, Bilina, Bernartice und V Soudném im Südosten, Křenovice, Horní Rastory, Dolní Rastory, Jižiny, Myslivna im Süden, Podolí, Hajnice, Podolsko, Červená und Jetětice im Südwesten, Červená 2. díl, Tukleky und Oslov im Westen sowie Skalka, Vůsí, Pazderna, Dolnice und Květov im Nordwesten.

## Geschichte
Die erste schriftliche Erwähnung des Dorfes erfolgte 1306 als Besitz des Prämonstratenserklosters Mühlhausen. Das Kloster wurde 1420 von den Hussiten zerstört, wobei auch alle Urkunden verloren gingen. Danach schlug der Klingenberger Burggraf Jan Hájek von Hodětín die verwaisten Klostergüter der königlichen Herrschaft Klingenberg zu. Nachdem im Jahre 1430 Hussiten die Burg Klingenberg belagerten, verpfändete König Sigismund die Herrschaft 1431 an Ulrich II. von Rosenberg, weil er befürchtete, dass sein Burggraf Kunata Kapléř recht bald zu den Aufständischen überlaufen würde. Heinrich V. von Rosenberg überließ 1473 ein Viertel der Besitzungen des Hauses Rosenberg, darunter auch das Klingenberger Pfand, seinem Vetter Bohuslav V. von Schwanberg. Im Jahre 1575 kaufte Christoph von Schwanberg auf Worlik die Herrschaften Klingenberg und Mühlhausen der Hofkammer ab und verband diese mit Worlik. Nach der Schlacht am Weißen Berg wurde der Nachlass des Peter von Schwanberg konfisziert und 1621 die Eggenberger Besitzer der Herrschaft. Nachdem 1717 die Eggenberger im Mannesstamme erloschen, erbte das Haus Schwarzenberg deren Besitzungen. Bis 1736 oblag dem Schultheiß in Branice die Niedere Gerichtsbarkeit. Im Jahre 1840 bestand Stehlowitz aus 24 Häusern mit 237 Einwohnern. Pfarrort war Bernarditz. Bis zur Mitte des 19. Jahrhunderts blieb das Dorf immer als Teil der Herrschaft Klingenberg zur Fideikommissherrschaft Worlik samt den Allodialgütern Zalužan, Zbenitz und Bukowan untertänig.
Nach der Aufhebung der Patrimonialherrschaften bildete Stehlovice/Stehlowitz ab 1850 eine Gemeinde im Bezirk und im Gerichtsbezirk Milevsko. Die Freiwillige Feuerwehr gründete sich 1886. Am 20. November 1889 nahm die Bahnstrecke Tábor – Milevsko – Písek – Ražice den Verkehr auf; jedoch rollten die Züge ohne Halt am südlichen Ortsrand von Stehlovice vorbei, der nächste Bahnhof war in Branice. Im Jahre 1910 bestand das Dorf aus 32 Häusern und hatte 250 Einwohner. 1930 lebten in den 35 Häusern des Dorfes 209 Personen, im Jahre 1940 waren es 240. Stehlovice wurde im Herbst 1945 an das Elektrizitätsnetz angeschlossen. In den 1950er Jahren wurde die Bahnstation Stehlovice eingerichtet. Nach der Aufhebung des Okres Milevsko wurde Branice Ende 1960 dem Okres Písek zugeordnet. 1964 erfolgte die Eingemeindung nach Branice. Am 1. Jänner 1993 löste sich Stehlovice wieder von Branice los. In den Jahren 1997 bis 1998 wurde ein neues Spritzenhaus errichtet, in dem auch das Gemeindeamt untergebracht ist. Durch Landflucht ist die Einwohnerzahl rückläufig, derzeit leben in den 50 Häusern der Gemeinde 105 Personen.

## Gemeindegliederung
Für die Gemeinde Stehlovice sind keine Ortsteile ausgewiesen. Zu Stehlovice gehört die Ansiedlung V Soudném.

## Sehenswürdigkeiten

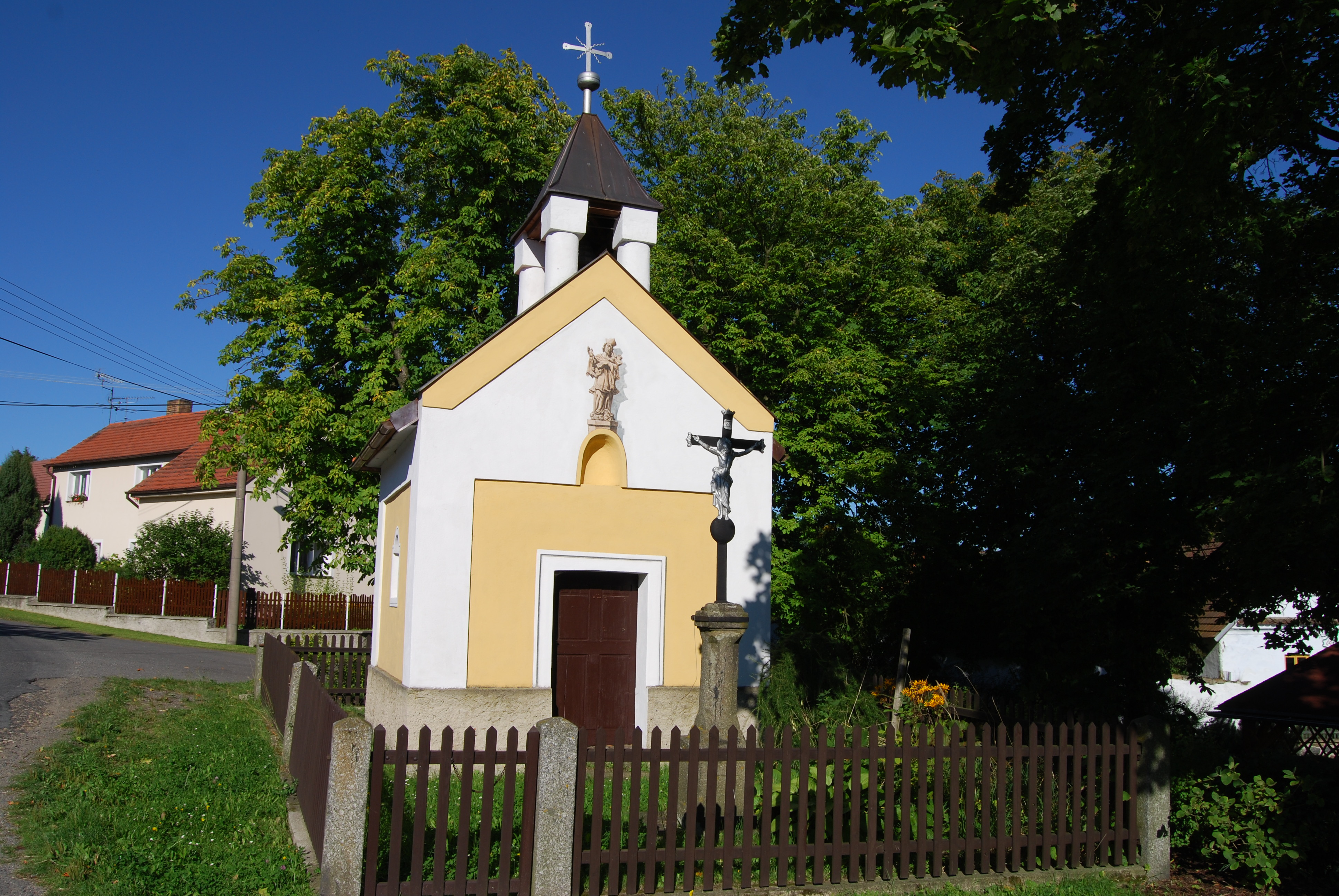
Kapelle des hl. Johannes von Nepomuk

- Kapelle des hl. Johannes von Nepomuk am Dorfplatz, errichtet in der ersten Hälfte des 19. Jahrhunderts
- Gusseisernes Kreuz vor der Kapelle, geschaffen 1865
- Naturlehrpfad Vejrovské zemanství
- Jagdschlösschen Tyrolský Dům (Tirolerhaus), nordwestlich des Dorfes
- Handfeuerspritze der Freiwilligen Feuerwehr, sie wurde 1910 angeschafft und ist noch funktionstüchtig